# Avinissery
Avinissery es una ciudad censal situada en el distrito de Thrissur en el estado de Kerala (India). Su población es de 13983 habitantes (2011). Se encuentra a 7 km de Thrissur y a 65 km de Cochín.

## Demografía
Según el censo de 2011 la población de Avinissery era de 13983 habitantes, de los cuales 6833 eran hombres y 7150 eran mujeres. Avinissery tiene una tasa media de alfabetización del 97,38%, superior a la media estatal del 94%: la alfabetización masculina es del 98,48%, y la alfabetización femenina del 96,35%.